# Werken van Gaudí
De werken van Gaudí omvatten zeven bouwwerken, ontworpen door de Spaanse architect Antoni Gaudí, die samen op de werelderfgoedlijst van UNESCO staan. Zes van de bouwwerken staan in Barcelona en een in Santa Coloma de Cervelló. De werken van Gaudí staan sinds 1984 op de werelderfgoedlijst en werd in 2005 uitgebreid. De UNESCO prijst Gaudí vanwege zijn creatieve bijdrage aan de ontwikkeling van de architectuur van de late negentiende eeuw en vroege twintigste eeuw.
De zeven bouwwerken die op de lijst staan zijn:
| Naam bouwwerk                      | Jaar inschrijving | Plaats                   | Afbeelding |
| ---------------------------------- | ----------------- | ------------------------ | ---------- |
| Park Güell                         | 1984              | Barcelona                |            |
| Palau Güell                        | 1984              | Barcelona                |            |
| Casa Milà                          | 1984              | Barcelona                |            |
| Casa Vicens                        | 2005              | Barcelona                |            |
| Gaudís werk aan de Sagrada Familia | 2005              | Barcelona                |            |
| Casa Batlló                        | 2005              | Barcelona                |            |
| Cripta Colònia Güell               | 2005              | Santa Coloma de Cervelló |            |

Alhambra, Generalife en Albaicín, Granada ·
Kathedraal van Burgos ·
Historisch centrum van Córdoba ·
Klooster en plaats van het Escorial, Madrid ·
Werken van Gaudí ·
Grot van Altamira en de paleolithische grotkunst van Noord-Spanje ·
Monumenten van Oviedo en het koninkrijk Asturië ·
Oude stad Ávila met de Kerken-buiten-de-Muren ·
Oude stad Segovia en aquaduct ·
Santiago de Compostella (oude stad) ·
Nationaal park Garajonay ·
Historische stad Toledo ·
Mudéjararchitectuur van Aragón ·
Oude stad Cáceres ·
Kathedraal, Alcázar en Archivo General de Indias in Sevilla ·
Oude stad Salamanca ·
Klooster van Poblet ·
Archeologisch ensemble van Mérida ·
Pelgrimsroute naar Santiago de Compostella ·
Koninklijk klooster van Santa Maria de Guadalupe ·
Nationaal park Doñana ·
Historische ommuurde stad Cuenca ·
La Lonja de la Seda van Valencia ·
Las Médulas ·
Palau de la Música Catalana en Hospital de Sant Pau, Barcelona ·
Monte Perdido ·
Kloosters van San Millán Yuso en Suso ·
Prehistorische rotskunst in de Coa Vallei en de Siega Verde ·
Rotskunst van het Middellandse Zeebekken op het Iberisch Schiereiland ·
Universiteit en historische parochie van Alcalá de Henares ·
Ibiza, biodiversiteit en cultuur ·
San Cristóbal de La Laguna ·
Archeologisch ensemble van Tarraco ·
Archeologisch Atapuerca ·
Catalaanse romaanse kerken van de Vall de Boí ·
Palmeral van Elche ·
Romeinse muur van Lugo ·
Cultuurlandschap van Aranjuez ·
Monumentale renaissance-ensembles van Úbeda en Baeza ·
Vizcayabrug ·
Oude en voorhistorische beukenbossen van de Karpaten en andere regio's van Europa ·
Nationaal park El Teide ·
Herculestoren ·
Cultuurlandschap van de Serra de Tramuntana ·
Erfgoed van kwik. Almadén en Idrija ·
Dolmens van Antequera ·
Kalifaatstad Medina Azahara ·
Cultuurlandschap van de Risco Caído en de heilige bergen van Gran Canaria  ·
Paseo del Prado en Parque del Buen Retiro, een landschap van kunst en wetenschap
Dit object is onderdeel van het ensemble werken van Gaudí dat in 1984 en 2005 in twee fasen op de werelderfgoedlijst van de UNESCO is geplaatst. Andere items ervan zijn:
Casa Batlló · 
Casa Milà · 
Casa Vicens · 
Cripta Colònia Güell · 
Park Güell · 
Palau Güell · 
Gaudí's werk aan de Sagrada Família